# Unitárius templom és székház (Budapest)
Az első Budapesten épített unitárius templom és székház Székely Ferenc közbenjárására, Pecz Samu tervei alapján 1888 és 1890 között épült a Főváros által adományozott saját telken a Budapesti Unitárius Egyházközség számára.  A templom felszentelésére 1890. október 26-án került sor.
A templomos ingatlan mindig is kettős szerepet töltött be: egyfelől az egyházközség templomos ingatlana a második emeleten, irodával és szolgálati lakásokkal, másfelől 1970-től itt működik a Magyarországi Unitárius Egyház püspöki hivatala, 2012-től pedig a Magyar Unitárius Egyház Magyarországi Egyházkerületének püspök-helynöki székhelye, az első emeleti irodákban.

## Budapesti Unitárius Egyházközség
A Budapesti Unitárius Egyházközség története Ferencz József kolozsvári unitárius lelkész nagyhatású, 1869-es első budapesti unitárius istentiszteletével kezdődik. Az egyházi anyakönyv első bejegyzése is 1869-ből datálódik: Buzogány Áron, Gyula fiának keresztelője. 1876-ban alakult meg hivatalosan is a budapesti leányegyházközség Kolozsvár unitárius anyaeklézsiájaként, első gondnoka Hajós János minisztériumi főosztályvezető, lelkésze a kolozsvári első lelkész. 1881-ben átalakul anyaegyházközséggé, állandó lelkésze Derzsi Károly tordai pap lett. A beiktató ünnepi istentiszteleten több százan vettek részt, köztük: Trefort Ágoston kultuszminiszter, Tanárky Gedeon államtitkár, báró Bánffy Dániel belső titkos tanácsos, Ráth Károly fő- és Gerlóczy Károly alpolgármester, Kammermayer Károly V. kerületi polgármester, Szontágh Pál a képviselőház elnöke, Török Pál református püspök, dr. Ballagi Mór evangélikus szuperintendens, több országgyűlési képviselő és természetesen Ferencz József unitárius püspök is. Ugyanakkor aktuálissá vált a templomépítés szükségessége.

## Templomépítés
Derzsi Károly lelkész kitartó missziós és gyűjtési munkájának köszönhetően, összegyűjtötték a templom megépítéséhez szükséges induló pénzösszeget. A Fővárosi Tanács egy 600 négyszögöles telket adományozott ingyen, az unitárius templom és papilak megépítésére. A megalakult templomépítő bizottság (Hajós János gondnok, Derzsi Károly lelkész vezetésével) Pecz Samu műegyetemi tanárt bízta meg 1885-ben a részletes tervek elkészítésére, egy háromemeletes épületegyüttes megtervezésére.
Az elkészített tervek alapján a templomos ingatlan megépítését az egyházközség nem tudta finanszírozni. 1888-ban a bécsi Holtzspach-Majorossy cég olyan árajánlatot tett, hogy megépíti a templomot és a bérházat az egyházközség pénzbeli hozzájárulása nélkül 325.000 forintért, az összes járulékos költségekkel, úgy, hogy a templom és a tanácsterem kivételével fenntartja a bérház, üzlet, kávéház stb. haszonélvezeti jogát 50 évre. Az egyházközség elfogadta az ajánlatot. Pecz Samu műegyetemi tanár elvállalta a végleges tervek elkészítését, a kivitelezés irányítását.
A templom az épület komplexum második emeletén kapott helyet, kétoldali neogótikus díszítésű lépcsőfeljáróval. Az utcai homlokzata neogótikus stílusú, hatalmas díszes rozetta ablakkal, a nyolcszögű vörösréz borítású huszártorony biztosítja az épület templom jellegét. A templom egyhajós, neogótikus stílusú, 8 méter széles és 26 méter hosszú kelet-nyugati tájolású, a nyugati hajóvég ötszögű záródású, neogótikus íves, színes ólomkeretes ablakokkal. A templom díszablakai Róth Miksa műhelyében készültek.  A templombelső, nagyon szép, keményfa felszerelésű művészi kivitelezését Thék Endre végezte el. Az orgonát az aradi Dangel Antal és fia cég készítette, orgonaszekrényét külső burkolatát, pedig Trögl István szobrász.  A templomszentelési ünnepséget 1890. október 26.-án tartották.
1944-ben a templom több találatot kapott, megsérült, a huszártornyot ideiglenesen helyreállították. Az orgona megsemmisült. 1949-ben az épületet államosította a kommunista rendszer, a templom az egyház használatában maradt.

## A rendszerváltás után
1991-ben az egyház visszakapta a templomos ingatlan tulajdonjogának 51%-át, majd 2010-ben a további 49%-át (Elekes Botond főgondnoksága alatt). 1998-2004 között felújították a neogótikus ingatlan teljes külső frontját, a kőfaragványokkal és a rozettával. 2013-2014-ben pedig felújították az épület teljes korcolt bádogtetős fedését és a felújított huszártorony is visszanyerte az eredeti alakját és csúcsdíszét. A templom eredeti orgonája a második világháború során tönkrement, helyére 1995-ben került új orgona, amit aztán 2012-ben korszerűsítettek.
2020. november 7-én du. 16 órától felavatásra került Józan Miklós budapesti unitárius lelkész, az egyházkerület első esperese, későbbi vikáriusa, majd az Unitárius Egyház püspökének emléktáblája, amely a Nagy Ignác 2-4 szám alatti templomos ingatlan Alkotmány utcai bejáratánál került elhelyezésére. A Magyarországi Unitárius Egyházkerület Józan Miklós-emlékévet hirdetett 2020-ra. 2022-ben az egyházközség külön is és az ökumenikus rendezvények keretében is megemlékezett Petz Samu halálának 100. éves évfordulója alkalmából, a Petz Samu emlékév keretében.   2023. május 25-én, születésének 90. évfordulója alkalmából szobrot avattak Páskándi Géza író emlékére a Budapesti Unitárius Egyházközség udvarán.

## Lelkészek
- Derzsi Károly (1881-1895),
- Gál Miklós (1896-1899),
- Józan Miklós (1899-1941),
- Szent-Iványi Sándor (1941-1948),
- Barabás István (1949-1950),
- Györfi István (1950-1951),
- Buzogány Kálmán (1951-1954),
- Remetei Filep Imre - Pethő István (1954-1970),
- Huszti János (1971-1991),
- Szent-Iványi Ilona (1992-1998),
- Kászoni-Kövendi József (1998-2018),
- Kriza János beszolgáló lelkész (2018),
- Czire Szabolcs (2018- ).

## Képek

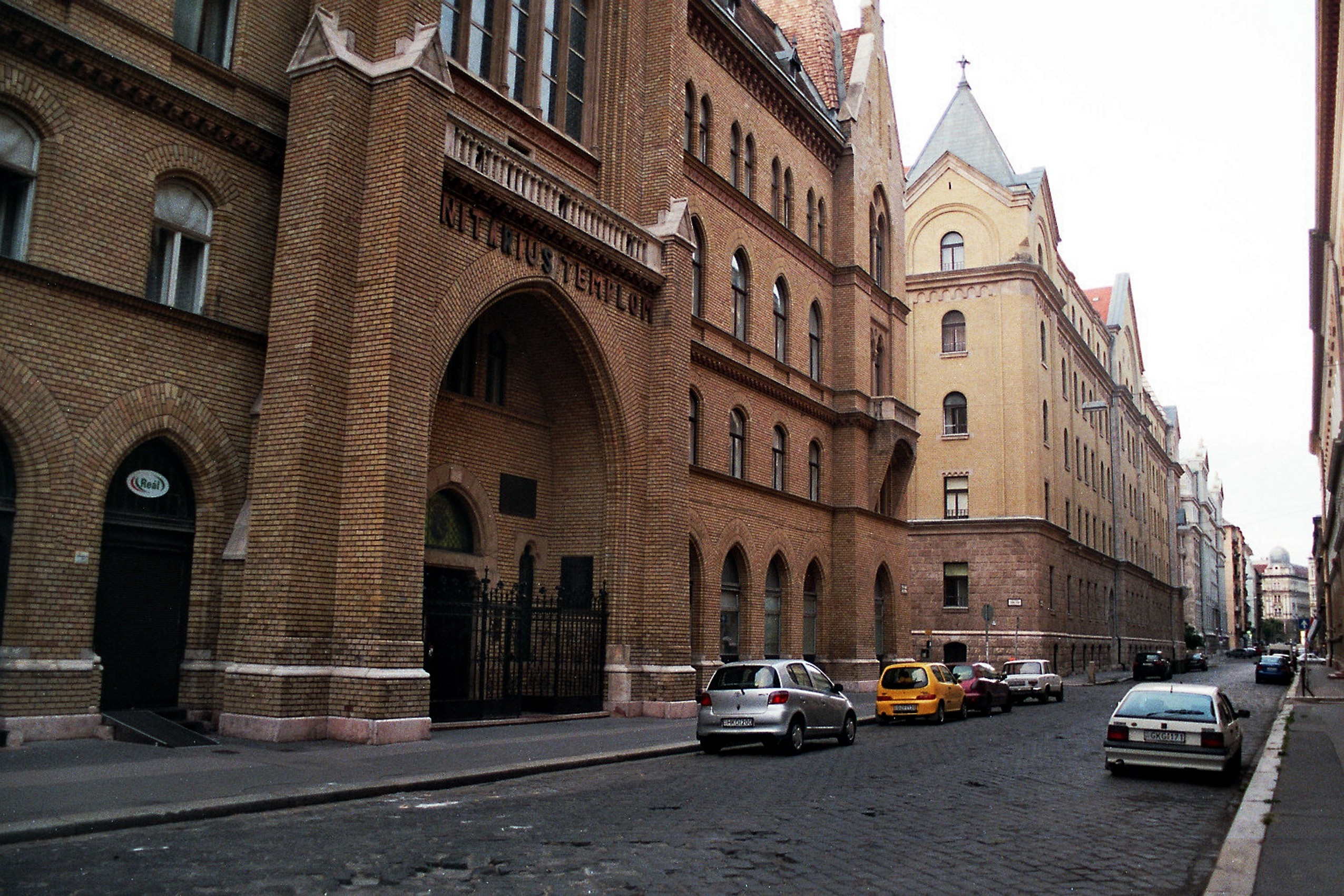
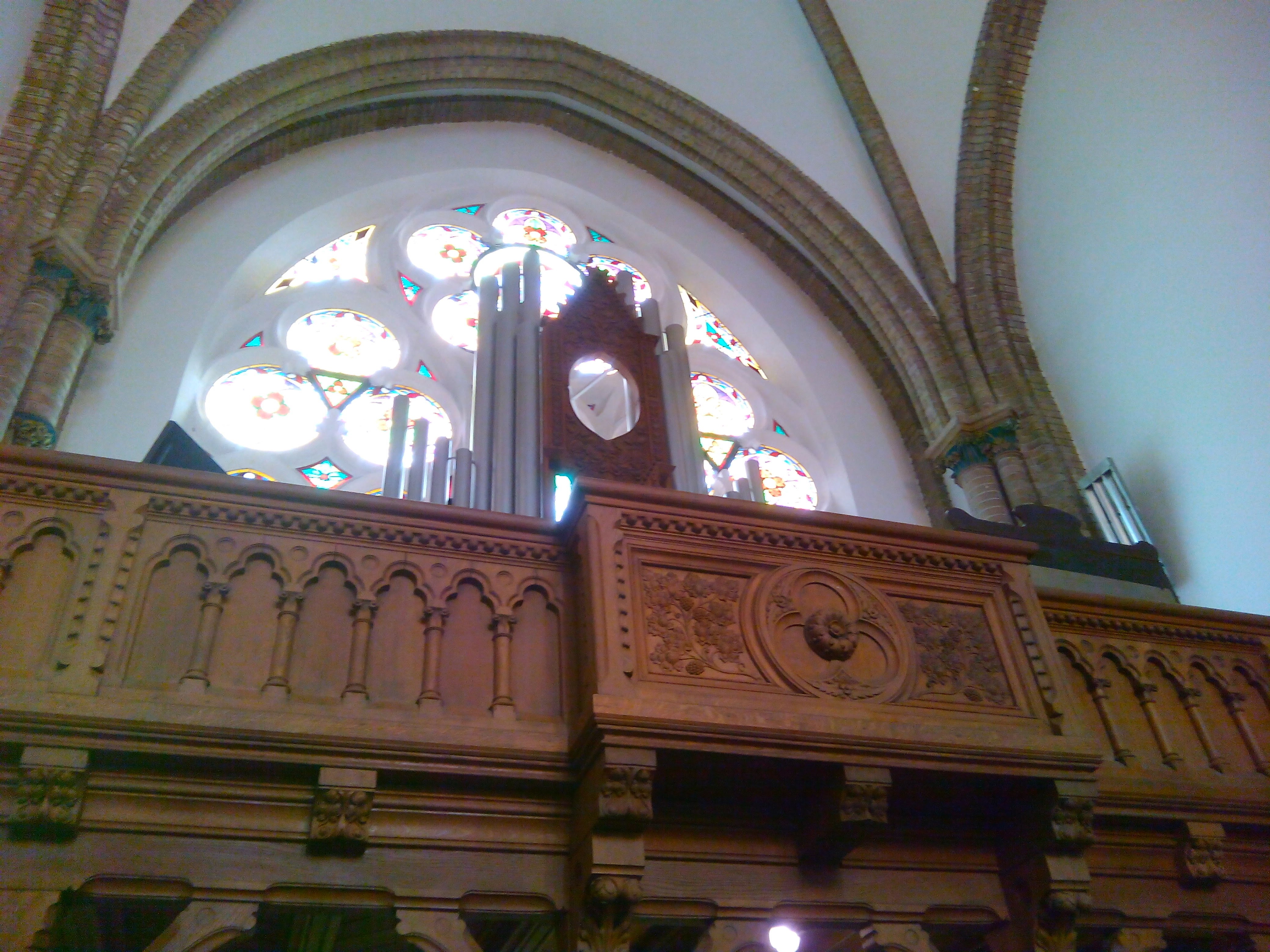
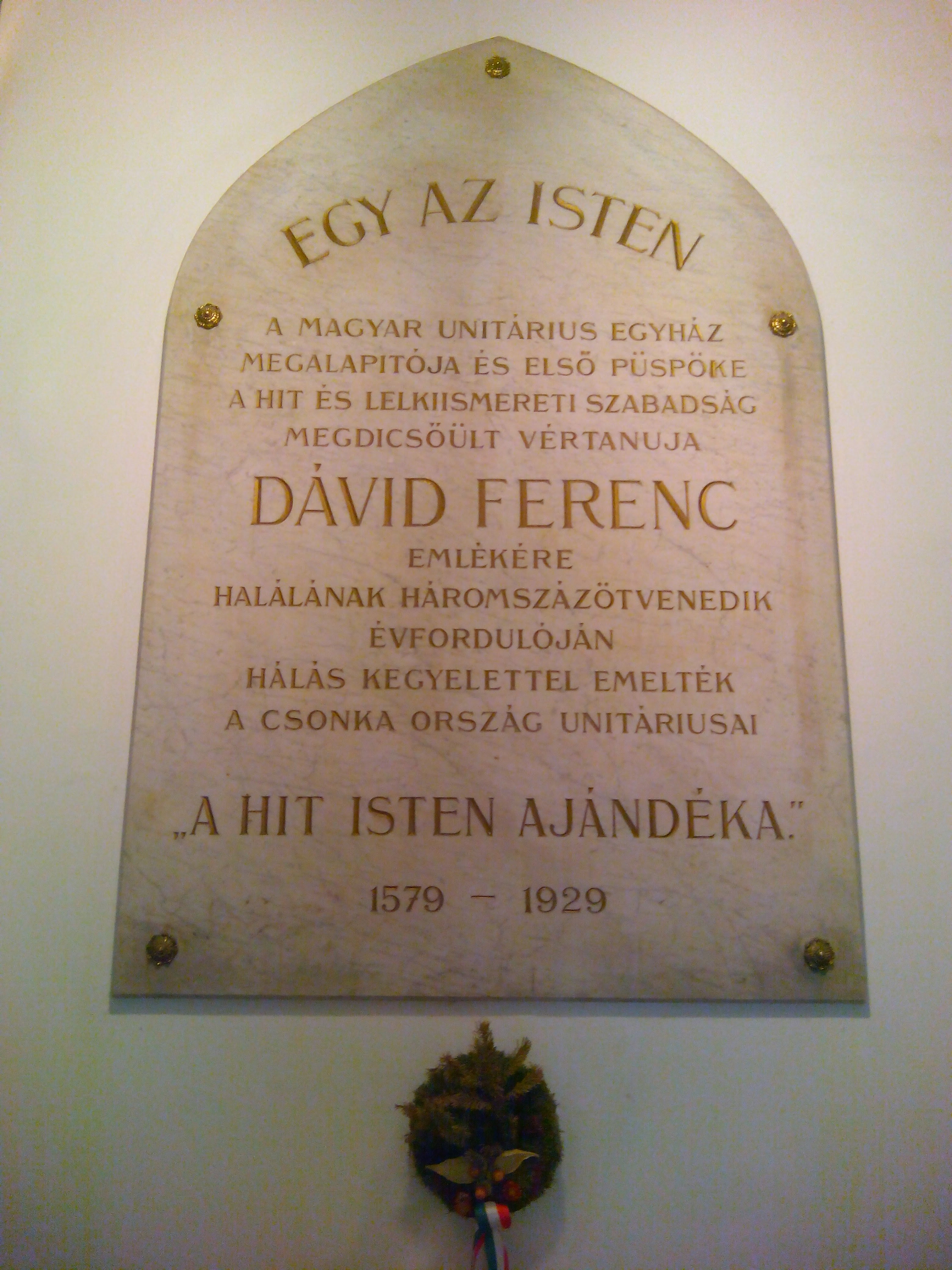
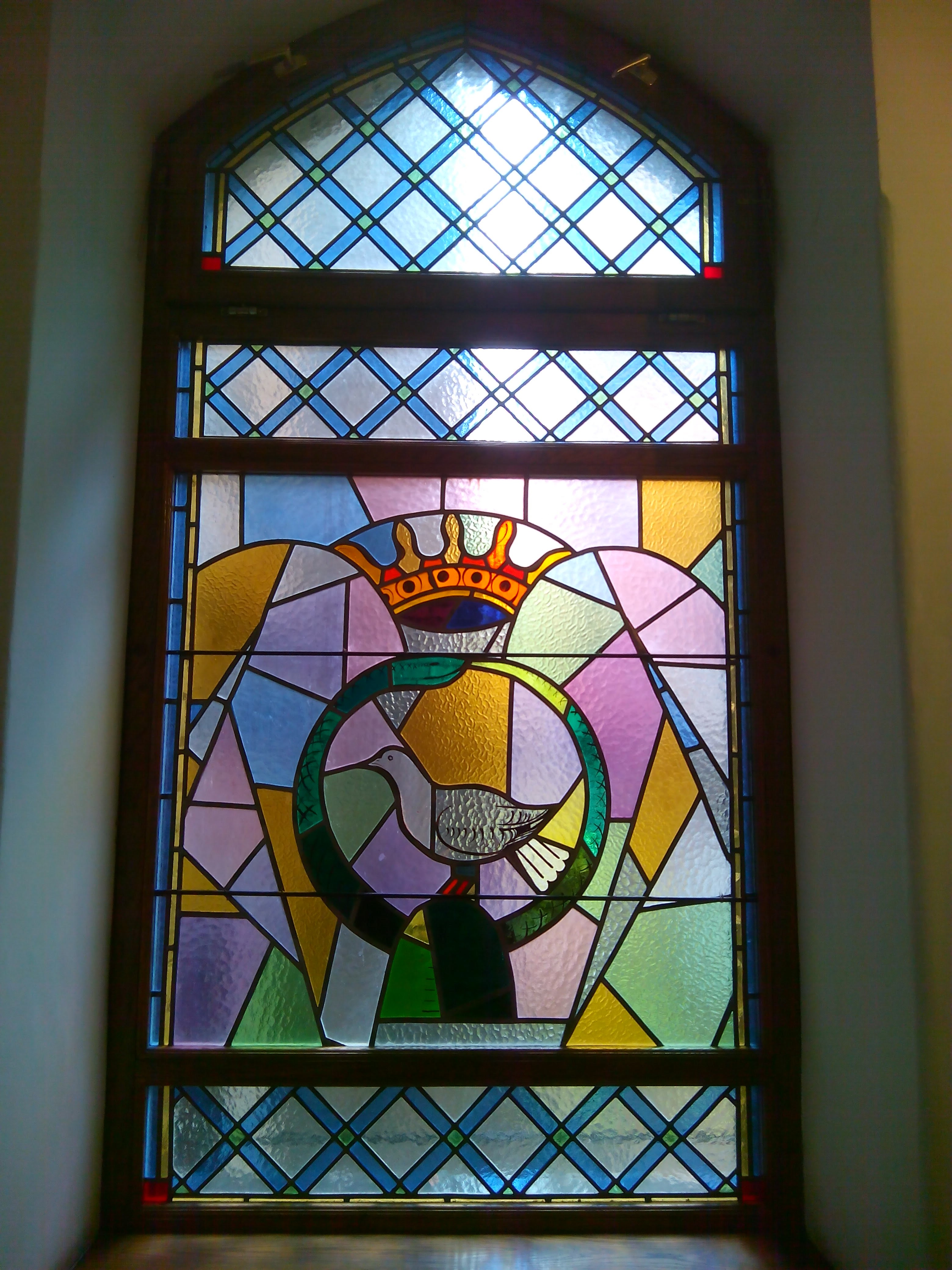
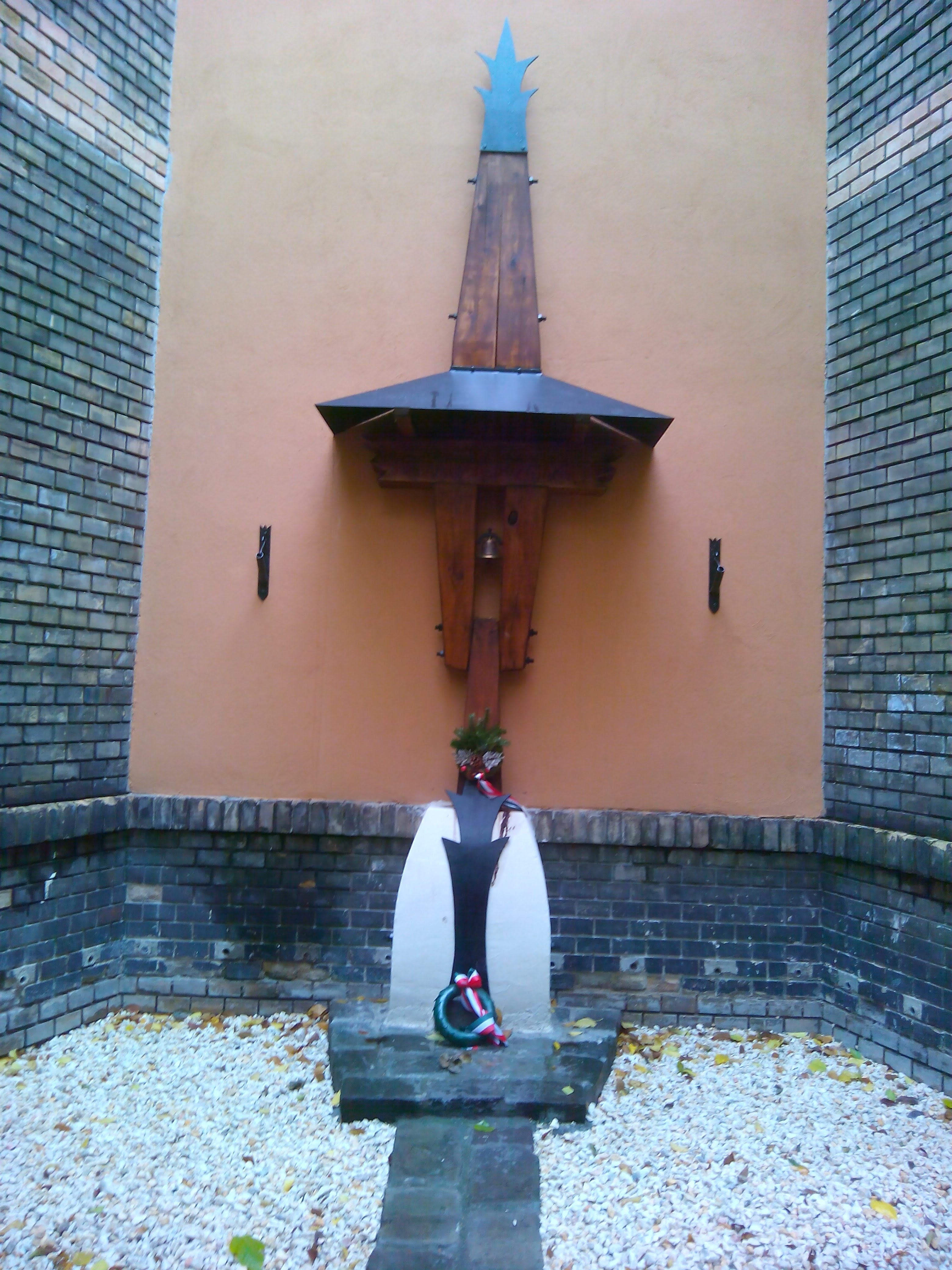
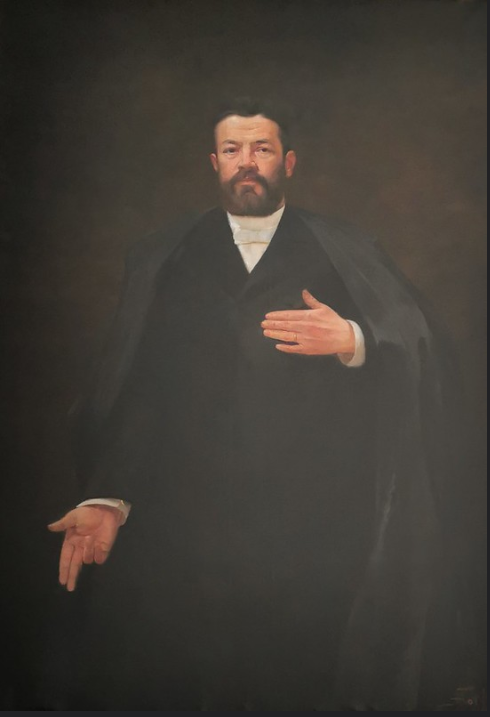
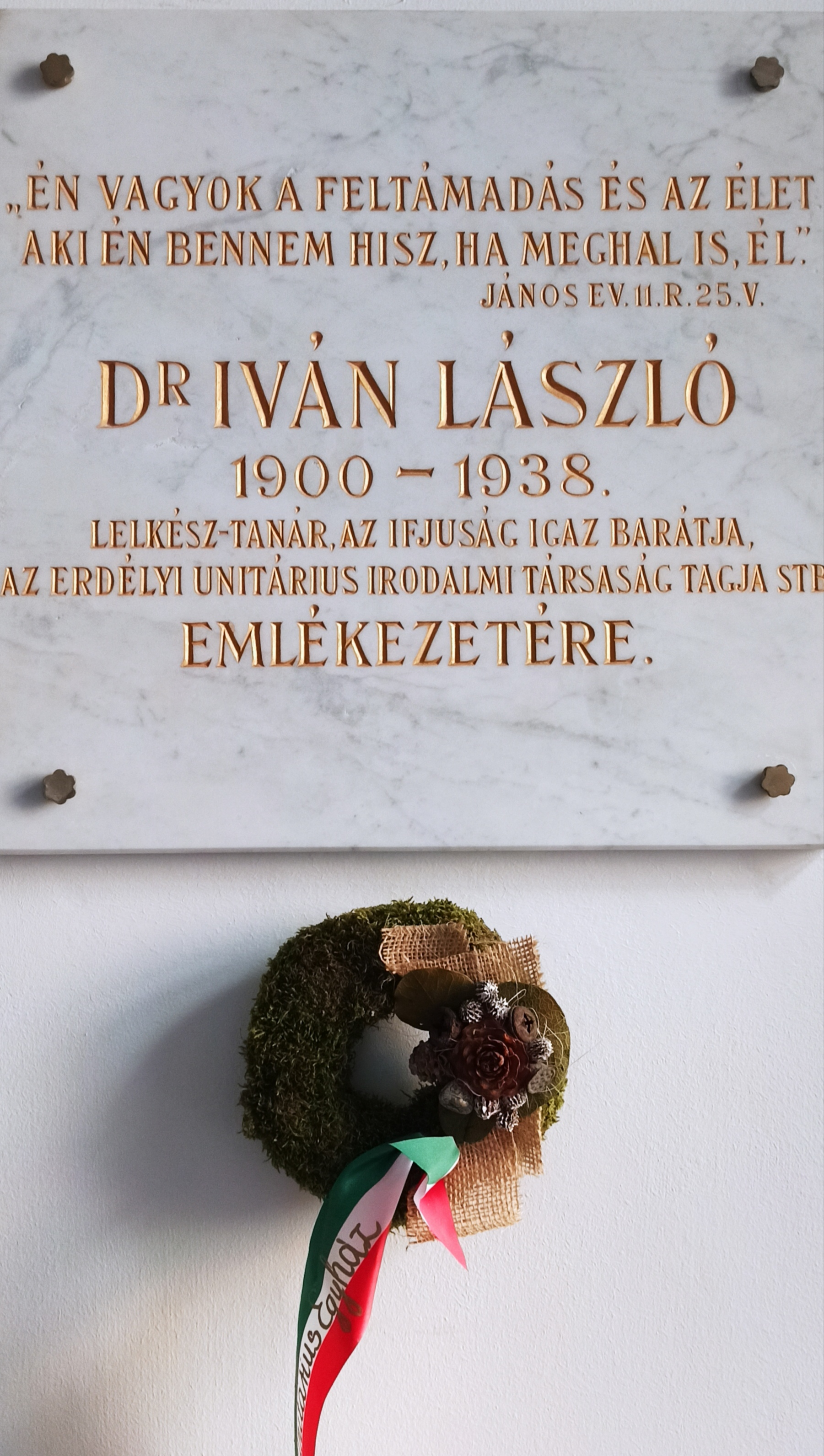
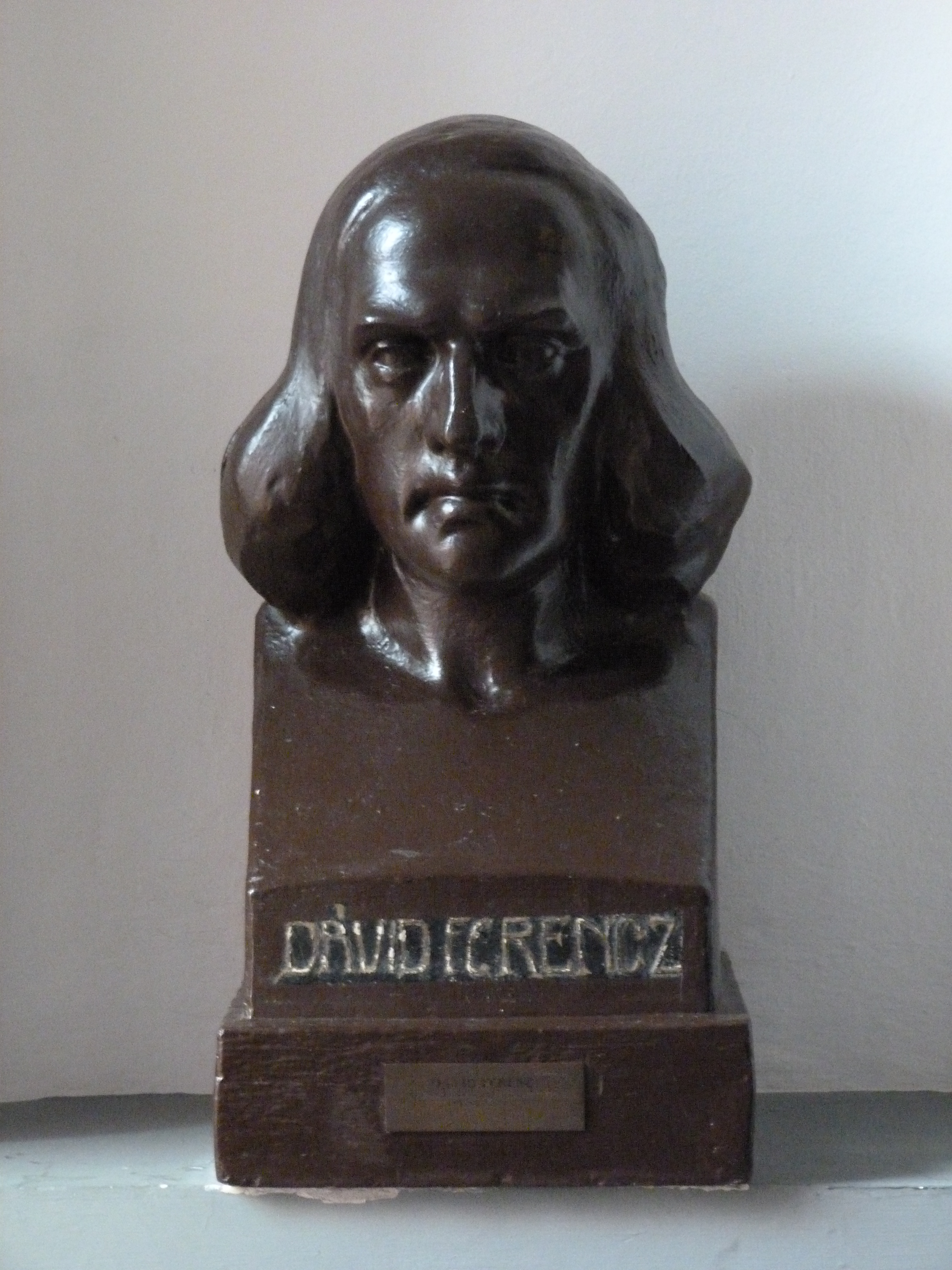
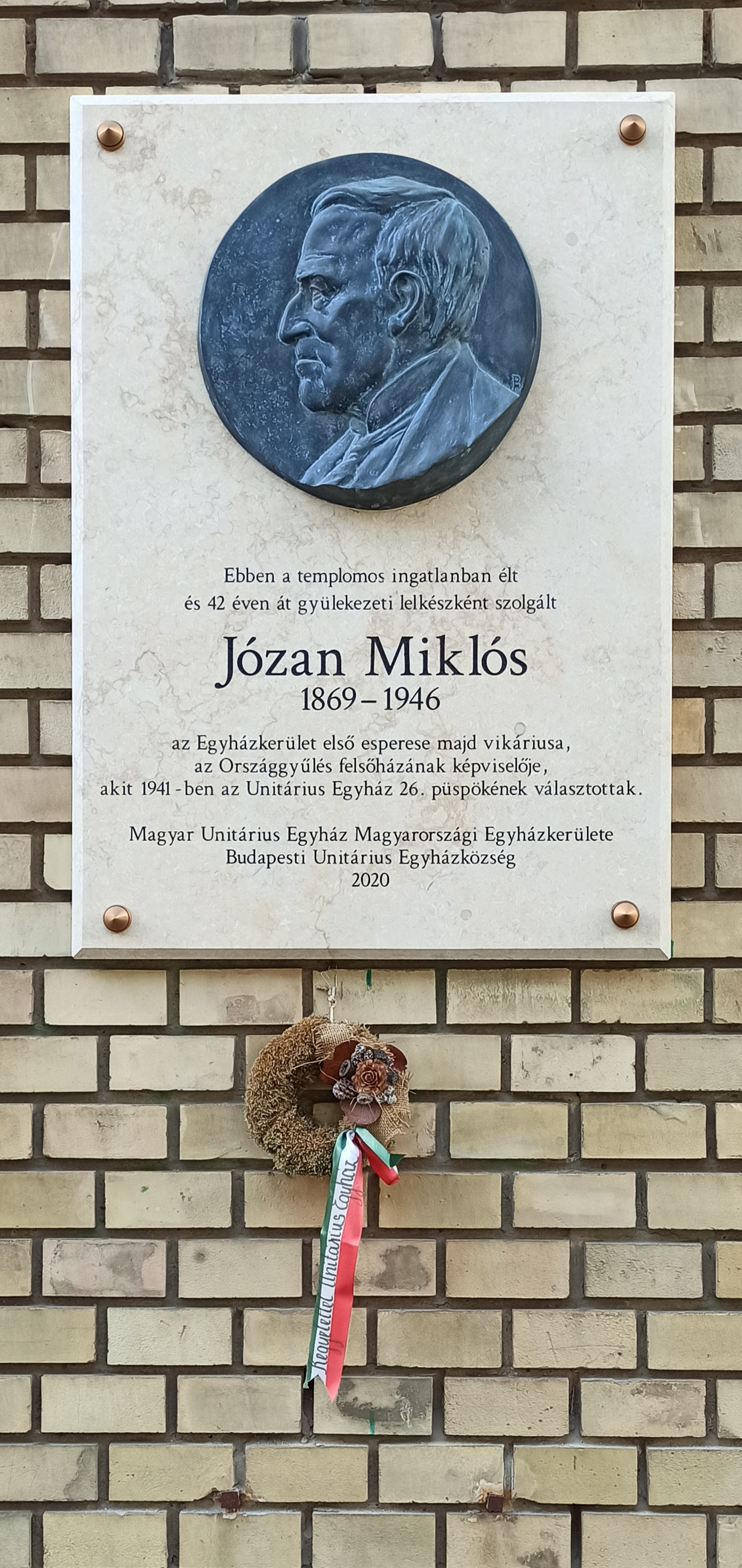
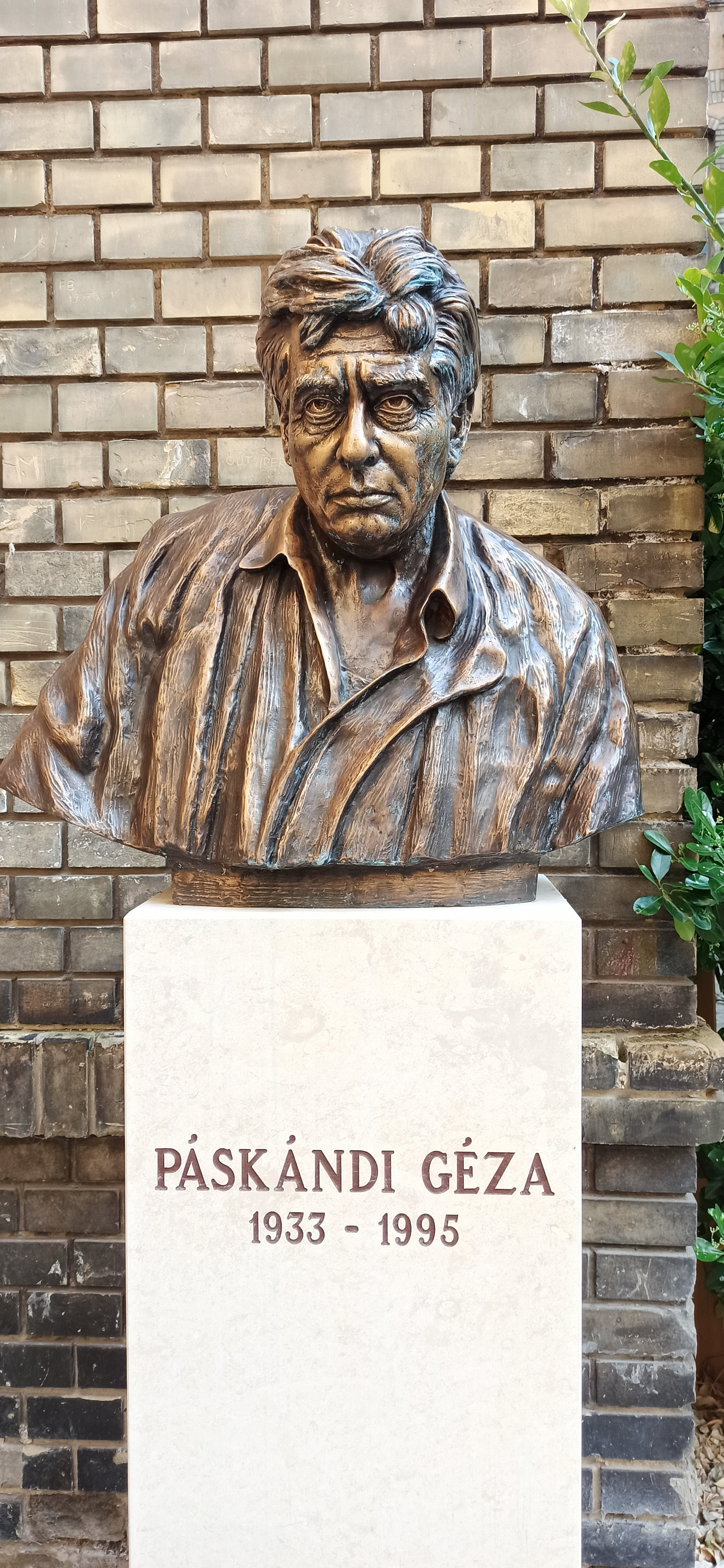

## Forrás
- Szaniszló József. A Budapesti Unitárius Egyházközség története a jegyzőkönyvek tükrében, 1, Budapesti Unitárius Egyházközség (2010). ISBN 9789638911407
- Kelemen Miklós:  A budapesti unitárius egyházközség története. (magyarul)  Magyar egyháztörténeti vázlatok,  X. évf.  1–2. sz. (1998)  Hozzáférés: 2022. január 22.   (htm)
- Retkes Attila. Unitáriusok Budapesten. Egy erdélyi történelmi egyház a főváros vallási életében (1869-1949), 214. o. (2017)
- Bodó Péter: Kiváló építész, zseniális mérnök és nagy hatású tanár – Száz éve hunyt el Pecz Samu. (Hozzáférés: 2024. május 14.)
- Pecz Samura emlékezünk. (Hozzáférés: 2024. május 14.)
- A budapesti Unitárius Egyházközség történetének rövid ismertetése dr. Tóth György összeállításában 1922. március 2.. (Hozzáférés: 2024. május 14.)
- Gyülekezettörténet. Unitárius Gyűjtemény. (Hozzáférés: 2024. május 14.)